# Hrvatski športski klub Concordia
Lo HŠK Concordia (per esteso Hrvatski športski klub Concordia), noto anche come Concordia Zagabria fu una società di calcio di Zagabria, sorta nel 1906. Fu tra i promotori della diffusione del calcio in Croazia. In alcuni testi in lingua serba appare come Konkordija.

## Storia
Il club viene fondato il 10 ottobre 1906 a Zagabria da studenti delle scuole superiori che lo chiamano Srednjoškolski športski klub ("club sportivo liceale"), nome mantenuto fino al 1911. Fino alla prima guerra mondiale, disputa principalmente amichevoli con club nazionali ed esteri.

Dopo la guerra, nel 1919, si fonde con i concittadini del HŠK Viktorija a formare il Concordia-Viktorija, ma in poco tempo i due club si separano ed ognuno continua per la propria strada.

Una delle azioni più importanti è la costruzione dello stadio in via Tratinska (oggigiorno noto come Stadio Kranjčevićeva), che, completato nel 1921, è il più grande di Zagabria. Precedentemente il Concordia si esibiva al campo sportivo del liceo, lo Srednjoškolsko igralište Elipsa.

Nel 1931 si disputata la prima partita con le luci artificiali del Regno di Jugoslavia, proprio nello stadio del Concordia, fra la rappresentativa di Zagabria e quella di Madrid.

Oltre al calcio, il club ha sezioni per scherma, atletica leggera, hockey su prato, tennis e ping pong.

La sezione calcio vince due campionati jugoslavi (1930 e 1932) ed un campionato croato (1942). Curiosamente vince più campionati nazionali (3) che cittadini di Zagabria (1, più un altro di seconda divisione).

Fino al 1940, i presidenti del club sono stati E. Rosmanith (1906–11), J. Reberski (1912–22), R. Rosmanith (1923), M. Pajnić (1924), M. Bosnić (1925–32) e L. Thaller (1933–40). I giocatori più famosi sono stati I. Pavelić, D. Babić, I. Belošević, Z. Jazbec, S. Kodrnja, Z. Monsider, S. Pavletić, K. Muradori. I più famosi degli altri atleti erano il tennista F. Punčec e l'atleta I. Buratović.

Il club è attivo anche durante gli anni dello Stato indipendente di Croazia e nel 1945 viene ribattezzato Zeleni 1906 ("Verdi 1906"). Il 6 giugno 1945, per decisione del Ministro della Sanità Pubblica dello Stato Federale di Croazia, tutti i club che hanno partecipato al campionato croato vengono aboliti, Concordia incluso.

## Palmarès

### Competizioni nazionali
- Campionati del Regno di Jugoslavia: 2

1930, 1931-1932
- Campionati dello Stato Indipendente di Croazia: 1

1942

### Altri piazzamenti
- Campionato jugoslavo:

Secondo posto: 1930-1931
- Campionato croato:

Secondo posto: 1941
Terzo posto: 1940-1941 e 1943
- Coppa di Croazia:

Finalista: 1940-1941

## Giocatori celebri
- // Slavko Beda
- // Ivan Belošević
- // Stjepan Vrbančić